# Кулиги (Вологодская область)
Кулиги — упразднённая деревня в Вологодском районе Вологодской области.
Входила в состав Майского сельского поселения (с 1 января 2006 года по 8 апреля 2009 года входила в Гончаровское сельское поселение), с точки зрения административно-территориального деления — в Гончаровский сельсовет.
Расстояние до районного центра Вологды по автодороге — 42 км, до центра муниципального образования Майского по прямой — 21 км. Ближайшие населённые пункты — Александрово, Корякино, Токарево.
По данным переписи в 2002 году постоянного населения не было.
9 января 2021 года упразднена.